# Convent de Sant Agustí (Tàrrega)
El convent de Sant Agustí fou originàriament fundat pels franciscans. A la dècada del 1580 es van veure obligats a abandonar-lo a causa de la seva decadència. El 1588 va passar a mans dels carmelites descalços, però poc temps després, el 1599, també el van abandonar i hi van entrar els agustins. Aquests van restaurar el convent i l'hi van posar un nom nou: Sant Agustí. Sempre tingué problemes pel que fa a les edificacions, a més, per la seva situació geogràfica patia sovint les conseqüències de les riuades de l'Ondara. Els aiguats del 1644 van ser força greus i l'aiguat del 1874 fou conegut com a «rubinada de santa Tecla». El convent fou exclaustrat entre el 1821 i 1823, i definitivament el 1835. A causa del seu lamentable estat de conservació, hom va optar per acabar d'enrunar-lo i el lloc es va utilitzar de corral. Les seves pedres van servir per a fer un mur de contenció del riu. Altres elements arquitectònics decoratius son en diverses cases de la ciutat.